# (۱۰۱۱۵) ۱۹۹۲ اس کی
(۱۰۱۱۵) ۱۹۹۲ اس کی (انگلیسی: (10115) 1992 SK)
نام یک سیارک است که در سال ۱۹۹۲ میلادی کشف شده‌است. این سیارک از خانواده سیارک‌های نزدیک زمین محسوب می‌شود. این سیارک از زیرگروه سیارک‌های آپولو آستروئیدز می‌باشد. فاصله این سیارک از زمین در حدود ۱ هزار سال نوری می‌باشد. این سیارک توسط دو سیارک‌شناس آمریکایی به نام‌های الینور هلین و جف تی. آلو شناسایی و تصیف علمی و طبقه‌بندی شد. این سیارک اولین بار در رصد خانه پالومار در ایالت کالفیرنیا در سال ۱۹۹۲ میلادی رصد. این سیارک از نوع اس می‌باشد؛ که جزو سیارک‌های نزدیک به خورشید محسوب می‌گردند.